# Zranione ptaki
Zranione ptaki (tr. Yaralı Kuşlar) – turecki serial obyczajowy emitowany na antenie Kanal D od 1 kwietnia do 29 listopada 2019.
W Polsce premiera serialu odbyła się 21 marca 2022 na antenie TVP1. Polski nadawca stosuje odmienny w stosunku do oryginału podział treści na odcinki; ma to związek z tym, że jeden odcinek tureckiego oryginału ma długość ok. 55 minut, a Telewizja Polska emituje produkcję w epizodach 45-minutowych. Numeracje polska i turecka nie pokrywają się. Polska wersja serialu obejmuje 202 odcinki. Ostatni odcinek wyemitowany został 6 stycznia 2023 roku.

## Opis fabuły
Akcja serialu rozgrywa się we współczesnej Turcji i opowiada o losach przybranego rodzeństwa – Meryem Çelik i jej młodszego brata Ömera. Dziewczyna wychowuje kilkuletniego chłopca i traktuje go jak brata. Kiedy była jeszcze nastolatką, ktoś podrzucił Ömera jej ojcu, Durmusowi. Mężczyzna próbował sprzedać dziecko, ale został aresztowany. Meryem postanawia zrobić wszystko, aby zapewnić malcowi spokojny, szczęśliwy dom. Dziewczyna nie ma pojęcia, że chłopiec jest synem bogatego, wpływowego przemysłowca, Leventa Metehanoğlu, i został uprowadzony w wyniku zaciekłej walki o władzę i dominację w rodzinnym imperium.

## Obsada
- Emre Mete Sönmez jako Efe Metehanoğlu / Ömer Çelik
- Ali Yasin Özegemen jako Levent Metehanoğlu
- Gizem Arıkan jako Meryem Çelik
- Ayşen İnci jako Ulviye Metehanoğlu
- Elif Erol jako Hülya Metehanoğlu (odcinki 1-98)
- Arzu Yanardağ jako Hülya Metehanoğlu (odcinki 117-165)
- Özgür Özberk jako Tekin Avcı
- Cemre Melis Çınar jako Melis Saraç
- Utku Çorbacı jako Bahadır Metehanoğlu
- Hasan Ballıktaş jako Durmuş Çelik
- Canan Karanlık jako Neriman Çelik
- Emre Çaltılı jako Cemil Başar
- Tuğba Tutuğ jako Ayşe Kılıç
- Nuray Erkol jako Aysel Özer
- Sezgin Irmak jako Doğan Uzun
- Ceren Yavuz jako Aslı Özer
- Ozan Turan jako Yaşar Kaya
- Emek Büyükçelik Uyar jako Safiye Kılıç
- Ada Çapa jako Dilsiz
- Erdem Eren Ayaz jako Çamur
- Said Ege Yıldırım jako Minik
- Mert Ateş jako Çita
- Lale Gençtürk jako Meral
- Güliz Aybay jako Mine

## Spis serii
| Seria | Emisja premierowa ( Kanal D) | Emisja premierowa ( Kanal D) | Emisja premierowa ( Kanal D) | Emisja w Polsce ( TVP2) | Emisja w Polsce ( TVP2) | Emisja w Polsce ( TVP2) |
| Seria | Odcinki                      | Rozpoczęcie                  | Zakończenie                  | Odcinki                 | Rozpoczęcie             | Zakończenie             |
| 1     | 1-165 (165)                  | 1 kwietnia 2019              | 29 listopada 2019            | 1-202 (202)             | 21 marca 2022           | 6 stycznia 2023         |
| ----- | ---------------------------- | ---------------------------- | ---------------------------- | ----------------------- | ----------------------- | ----------------------- |

## Nagrody i nominacje
| Rok  | Nagroda            | Kategoria                    | Rezultat  |
| ---- | ------------------ | ---------------------------- | --------- |
| 2020 | 2020 Altın Kelebek | Najlepszy serial telewizyjny | Nominacja |